# Herrerías
Herrerías település Spanyolországban, Kantábria autonóm közösségben. Herrerías Val de San Vicente, San Vicente de la Barquera, Valdáliga, Rionansa, Lamasón és Peñamellera Baja községekkel határos. Lakosainak száma 581 fő (2024).

## Népesség
A település népessége az elmúlt években az alábbi módon változott:
| Lakosok száma | 773  | 720  | 685  | 652  | 639  | 648  | 623  | 605  | 594  | 581  |
|               | 2001 | 2004 | 2007 | 2009 | 2012 | 2014 | 2017 | 2019 | 2022 | 2024 |